# Polonia 1
Polonia 1 is een Poolse commerciële televisiezender die sinds 7 maart 1993 uitzendt. Het was de eerste commerciële zender die landelijk uitzond en was voortgekomen uit twaalf plaatselijke zenders. Ze verloren deze licentie echter in 1994 aan Polsat, vanwege het niet volgen van wettelijke regelingen. Sindsdien zendt de zender uit onder Italiaanse licentie, onderdeel uitmakend van het Milanese Eurocast Italia.
Polonia 1 is vrij te ontvangen via de satellietpositie Hot Bird.